# Listă de filme despre războaie din perioada modernă
Aceasta este o listă de filme despre războaie din perioada modernă (din secolul al XVII-lea până la Primul Război Mondial)
|  |

| An   | Țara                       | Nume                                                                 | Regizor                             | Actori | Note / Ref.                                                                                                   |
| ---- | -------------------------- | -------------------------------------------------------------------- | ----------------------------------- | --- | --- |
| 1930 | Statele Unite ale Americii | Abraham Lincoln (D. W. Griffith's 'Abraham Lincoln)                  | D.W. Griffith                       | Walter Huston, Una Merkel, William L. Thorne | Despre Războiul Civil American. În zilele noastre, este considerat cel mai bun despre Lincoln.                |
| 1939 | Statele Unite ale Americii | Pe aripile vântului (Gone With the Wind)                             | Victor Fleming                      | Vivien Leigh, Clark Gable, Olivia de Havilland, Leslie Howard și Hattie McDaniel | Despre Războiul Civil American. Ecranizare a romanului omonim scris de Margaret Mitchell                      |
| 1933 | Statele Unite ale Americii | Cele patru fiice ale doctorului March (film din 1933) (Little Women) | George Cukor                        | Katharine Hepburn, Joan Bennett, Jean Parker, Frances Dee | Despre Războiul Civil American. Ecranizare a romanului omonim de Louisa May Alcott                            |
| 1994 | Statele Unite ale Americii | Cele patru fiice ale doctorului March (film din 1994) (Little Women) | Gillian Armstrong                   | Winona Ryder, Susan Sarandon, Trini Alvarado, Kirsten Dunst, Claire Danes, Samantha Mathis, Gabriel Byrne, Christian Bale, Eric Stoltz, Mary Wickes, Matthew Walker, John Neville, Florence Paterson                                               | Despre Războiul Civil American. Adaptare cinematografică a romanului eponim de Louisa May Alcott              |
| 1990 | Statele Unite ale Americii | Dansând cu lupii (Dances with Wolves}                                | Kevin Costner                       | Kevin Costner, Mary McDonnell, Graham Greene, Rodney A. Grant | Războiul Civil American. Filmul a câștigat 7 premii Oscar, inclusiv și Premiul Oscar pentru cel mai bun film. |
| 1984 | România                    | Horea                                                                | Mircea Mureșan                      | Ovidiu Iuliu Moldovan, Mircea Albulescu, Radu Beligan, Ion Besoiu, Rogin Constantin, Mircea Diaconu, Petrică Gheorghiu, Alexandru Repan, Enikõ Szilágyi                                                                                            | Răscoala lui Horea, Cloșca și Crișan                                                                          |
| 1912 | România                    | Independența României: Răsboiul Româno-Ruso-Turc 1877                | Aristide Demetriade                 | Aristide Demetriade, C. Demetriade, Constantin Nottara, A. Athanasescu, J. Metaxa-Doro | Războiul Ruso-Turc (1877-1878)                                                                                |
| 2012 | Statele Unite ale Americii | Lincoln                                                              | Steven Spielberg                    | Daniel Day-Lewis, Sally Field, Joseph Gordon-Levitt, Tommy Lee Jones | Războiul Civil American. Adaptare a cărții Team of Rivals de Doris Kearns Goodwin                             |
| 1915 | Rusia                      | Război și Pace (Война и мир Voina i mir)                             | Iakov Protazanov și Vladimir Gardin | | Campania din Rusia (1812). Film mut după romanul Război și Pace de Lev Tolstoi                                |
| 1956 | Statele Unite ale Americii | Război și Pace (War and Peace)                                       | King Vidor                          | Audrey Hepburn, Henry Fonda, Mel Ferrer | Campania din Rusia (1812). După romanul Război și Pace de Lev Tolstoi                                         |
| 1967 | U.R.S.S.                   | Război și Pace (Война и мир Voina i mir)                             | Serghei Bondarciuk                  | Liudmila Savelieva, Serghei Bondarciuk, Viaceslav Tihonov, Viktor Stanițîn, Kira Golovko, Oleg Tabakov, Boris Smirnov, Vasili Lanovoi, Irina Skobțeva, Anastasia Vertinskaia, Boris Zahava, Vladislav Strgelcik, Boris Hmelnițski, Vasili Soloviov | Campania din Rusia (1812). După romanul Război și Pace de Lev Tolstoi                                         |
| 1970 | U.R.S.S. Italia            | Waterloo                                                             | Serghei Bondarciuk                  | Rod Steiger, Christopher Plummer, Orson Welles, Virginia McKenna, Jack Hawkins, Dan O'Herlihy, Ivo Garrani, Sergo Zaqariadze | Despre Bătălia de la Waterloo, din 1815                                                                       |